# Sinagoga Beth-El di Birmingham
La sinagoga Beth-El di Birmingham, inaugurata nel 1926, è una sinagoga monumentale di Birmingham, in Alabama.

## Storia e descrizione
I primi ebrei erano arrivati a Birmingham (Alabama) nel 1873. Varie sinagoghe furono costruite nei decenni successivi, alcune delle quali ancora esistenti inclusa la sinagoga Emanu-El di Birmingham.
La sinagoga Beth-El fu inaugurata nel 1926 al servizio di una comunità che desiderava un approccio meno rigido ai principi dell'ebraismo ortodosso
La facciata, preceduta da una scalinata, è caratterizzata da un grande arcone che incornicia i tre portali, sovrasti da una serie di sette finestre.
Il 28 aprile 1958 la sinagoga fu l'obiettivo di un attentato dinamitardo che intendeva punire la comunità per il suo coinvolgimento nella lotta per i diritti civile degli afro-americani. L'attentato fallì solo perché le piogge del giorno precedente ritardarono la detonazione dei 54 candelotti di dinamite consentendo al custode del tempio di spegnere la miccia ed evitare un'esplosione che avrebbe fatto crollare l'intero edificio.
Oggi la sinagoga  è tuttora il centro di una attiva congregazione ebraica.